# Tanais (Sarmatien)

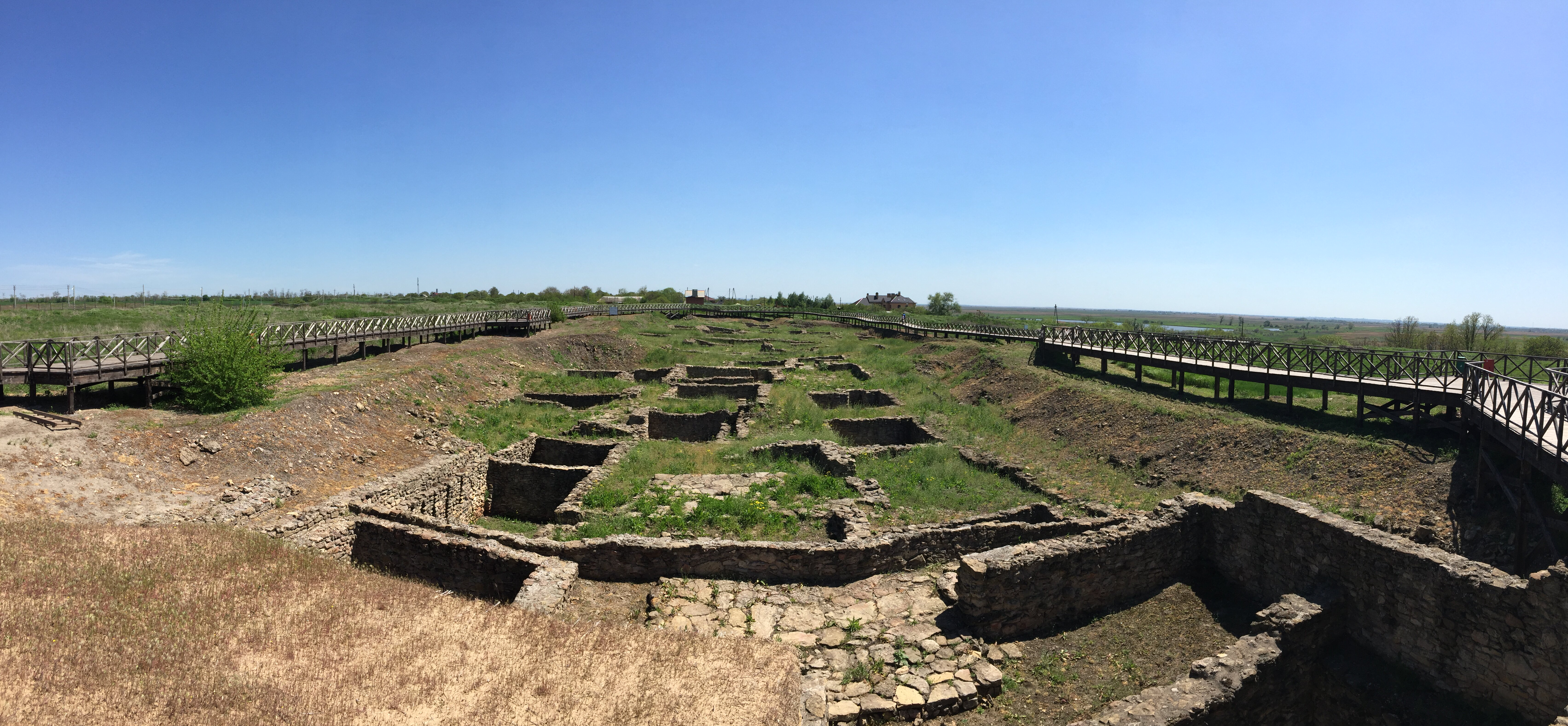
Fundplatz Tanais 2017

Tanais (altgriechisch Τάναϊς Tánaïs (f. sg.); russisch Танаис) war eine antike griechische Stadt an der Mündung des gleichnamigen Flusses (heute der Don) an der Küste des Pontos Euxeinos (Schwarzes Meer). Die Reste liegen etwa 30 km westlich von Rostow am Don und etwa 20 km nördlich von Asow.

## Frühe Besiedlung durch griechische Kolonisten

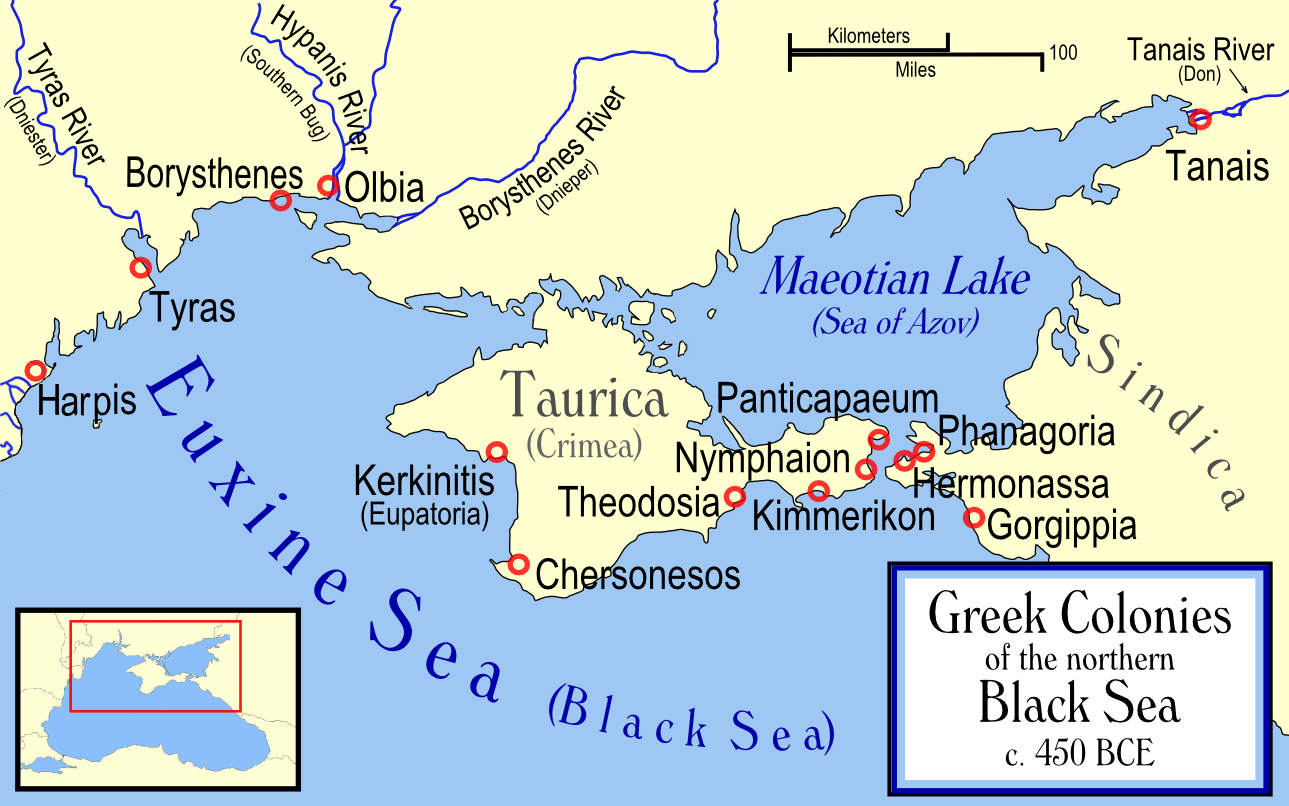
Karte der griechischen Städte am nördlichen Schwarzen Meer

Schon früh existierte eine antike griechische Siedlung. Sie war eine griechische Kolonialstadt und der nordöstlichste Vorstoß der Griechen. Ursprünglich wurde sie von Siedlern aus Milet gegründet. Es war laut Strabon (Strab. 11,2,2) ursprünglich eine von asiatischen Nomaden und griechischen Kaufleuten gleichermaßen genutzte Hochebene im Flussdelta des Don. Von hier aus trieben die Kaufleute Handel mit den weiter nordöstlich gelegenen Steppengebieten. In kurzer Zeit entwickelte sich hier eine Fluss- und Seehafenstadt.
Die Gründung des Emporion Tanais dürfte in die Regierungszeit des bosporanischen Königs Peirisades II. (284–250 v. Chr.) gefallen sein. Dennoch war die Stadt keine bosporanische Kolonie, sondern griechisch. Das bosporanische Reich hatte bei Elizavetovka ebenfalls eine Kolonie im Delta des Don, die jedoch kurz nach der Gründung von Tanais von den Sarmaten völlig zerstört wurde. Bereits rund 50 Jahre nach der Gründung entstand oberhalb des Hafens eine Polis, die von einer etwa 2,5 m breiten Mauer geschützt wurde. Seit dem Beginn des 1. Jahrhunderts v. Chr. dürfte Tanais dem Pontischen Königreich unterstanden haben. Um die Jahrtausendwende, vermutlich im Jahr 8 v. Chr. wurde Tanais von Polemon I. zerstört. In den folgenden 100 Jahren blieb nur eine geringe Restbevölkerung ansässig.

## Das römische Tanais
Das Bosporanische Reich und damit auch Tanais waren seit dem Ende der Mithridatischen Kriege von Rom abhängig. Seit dem Beginn der Herrschaft des bosporanischen Königs Sauromates I. (93–123 n. Chr.) wurde Tanais wieder zur bedeutenden Handelsstadt ausgebaut. Breite Gräben wurden zur Befestigung angelegt. Dahinter wurde eine bis zu 12 m hohe Mauer aus relativ brüchigem Kalk- und Sandstein errichtet. Im Keller unter einem Eckturm wurden Amphoren mit Erdöl gefunden, die vermutlich dazu verwendet wurden, ein Leuchtfeuer auf dem Turm zu entzünden. Dies stellt den frühesten Nachweis für die Verwendung von Erdöl im nördlichen Schwarzmeergebiet dar. Seit der Mitte des 2. Jahrhunderts nahm die Bevölkerungszahl stark zu. Seit dieser Zeit scheint die Stadt aber auch verstärkt von Unruhen heimgesucht worden zu sein. Brände erfassten sogar die Stadtbefestigungen. Möglicherweise lagen diesen Ausschreitungen sarmatische Aufstände zugrunde, denn wenig später erscheinen auf Inschriften, die Beamte bezeichnen, zahlreiche barbarische Namen. Auch im Fundgut treten von da an verstärkt Formen der Steppenkulturen auf.

## Zerstörung im Gotensturm
Um das Jahr 250 n. Chr. wurde Tanais von den Goten zerstört, die sich vorher von der Weichsel her kommend nach Süden ausgebreitet hatten. Während die kleineren Siedlungen im Umland von Tanais schon seit dem Beginn des 3. Jahrhunderts zunehmend ausgeplündert und zerstört wurden, konnte sich die Stadt offenbar noch einige Zeit lang verteidigen. So wurde um diese Zeit eine Ehrenstele errichtet, die auf einen Sieg hindeutet. Auch ein Depot mit 17 Schwertern, die anscheinend von einem Schlachtfeld eingesammelt und in die Stadt gebracht worden waren, verweist auf einen Sieg. Etwas später fiel jedoch auch Tanais den Angriffen zum Opfer und die Bewohner räumten die Stadt. Es kam anscheinend nicht zu Kampfhandlungen, doch die Stadt wurde völlig geplündert und niedergebrannt. Einige Kellerräume wurden jedoch von den Plünderern nicht entdeckt und liefern heute wichtiges Fundmaterial. Nach der Plünderung blieb das Stadtgebiet für über 100 Jahre verödet.

## Neubesiedlung und Ende der antiken Stadt
Um die Mitte des 4. Jahrhunderts wurde die Stadt erneut besiedelt. Dabei sind neue Hausformen typisch, die an germanische Langhäuser mit vereinten Wohn- und Wirtschaftsräumen erinnern. Die Keramik ist zum Teil der Tschernjachow-Kultur zuzuordnen, die man mit Ostgermanen beziehungsweise Goten verbindet. Daneben bleiben sarmatische und alanische Formen sowie Rotlackgeschirr aus antiken Zentren bestehen. Die planvolle Anlage der neuen Siedlung zeigt, dass es sich nicht um eine zufällige Neubesiedelung handelt. Sie deutet vielmehr darauf hin, dass der erstarkte gotische Stammesverband, wohl unter Einbeziehung von Alanen und Sarmaten, daran interessiert war, ein Handelszentrum zu gründen, um die alten Verkehrswege zu reaktivieren. Um das Jahr 375 drangen die Hunnen in die Region und erreichten den Don. In Tanais stieg seit dem letzten Viertel des 4. Jahrhunderts die Bebauungsdichte, was damit zu erklären sein dürfte, dass die Landbevölkerung in der Stadt Schutz vor den hunnischen Angriffen suchte. Diese Phase der dichten Besiedlung setzte sich bis etwa 425 n. Chr. fort. Von da an war die Bevölkerungszahl zunächst rückläufig. Nach und nach verließen zahlreiche Bewohner die Siedlung, die aufgelassenen Häuser verfielen. Dieser Bevölkerungsrückgang dürfte mit dem Sog zu erklären sein, den die Westwärtsbewegung der Hunnen und anderer Barbarenvölker auslöste. Schließlich kam es um die Mitte des 5. Jahrhunderts nochmals zu einer Neubelebung des spätantiken Tanais. Während dieser kurzen Phase wurden in die verfallenen Mauerreste der ehemaligen Häuser neue, kleinere Behausungen eingebaut. Diese Häuser besitzen auffällig abgerundete Ecken und erinnern im Baustil an die Jurten der Steppenvölker. Der Boden der ehemals größeren Hausfläche diente den neuen Bewohnern als Hof für ihre Wirtschaftstätigkeiten. Wenig später wird die Siedlung jedoch endgültig verlassen.